# Cybersesso
Il  cybersesso (dall'inglese: cybersex), cibersesso o anche sesso virtuale, è un tipo di attività sessuale a cui partecipano due o più persone collegate fra di loro tramite una rete informatica.

## Caratteristiche
Il cibersesso è una forma di comportamento i cui partecipanti simulano, mediante strumenti informatici e telematici, di avere reali rapporti sessuali descrivendo le loro azioni e rispondendo ai loro partner in forma prevalentemente scritta, stimolando le proprie fantasie sessuali ed esprimendo all'altro partner le proprie sensazioni.
Può includere la masturbazione, anche mediante l'uso di giocattoli sessuali (ad esempio vibratori, dildo e così via). La qualità in questi tipi di incontri dipende tipicamente dall'abilità e dalla volontà dei partecipanti di evocare vivide immagini nella mente dell'interlocutore, per questo l'immaginazione riveste un ruolo importante.
A volte può anche essere usato all'interno di rapporti intimi già esistenti; ad esempio tra persone sentimentalmente legate, ma geograficamente separate, rivestendo così tutte le caratteristiche di una prosecuzione della sessualità di coppia.
In altri casi le persone che praticano cibersesso si giovano dell'anonimato più o meno completo garantito dallo strumento informatico; in questo senso una persona può nascondere la propria identità, alterare volutamente la propria descrizione fisica (ad esempio celando caratteristiche considerate poco appetibili o esagerandone altre più sensuali) o addirittura mutare volutamente il proprio genere sessuale, fingendosi uomo o donna per sperimentare diversi ruoli sessuali.

## Strumenti
Il cibersesso può effettuarsi mediante l'invio di messaggi, in forma differita (posta elettronica) oppure in tempo reale (messaggistica istantanea) con contenuti espliciti, che esprimono fantasie erotiche o descrivono desideri e richieste sessuali rivolte all'altro interlocutore.
Ci si può inoltre avvalere delle chat, ad esempio sui canali IRC oppure su appositi siti di incontri, che consentono una interazione in tempo reale fra persone che hanno comuni interessi e/o simili fantasie erotiche.
In alcuni contesti il cibersesso è completato dall'uso di webcam, come nel caso delle camgirl che sfruttano tale strumento per esibirsi ai loro clienti via web.